# Akosua
Akosua ist ein weiblicher Vorname.

## Herkunft und Bedeutung
Der westafrikanische Vorname bedeutet in der Sprache der Akan geboren am Sonntag.

## Bekannte Namensträgerinnen
- Akosua Busia (* 1966), ghanaische Schauspielerin und Schriftstellerin
- Akosua Serwaa (* 1981), ghanaische Leichtathletin